# Marina Raskova
Marina Michajlovna Raskova, nata Malinina (in russo Марина Михайловна Раскова?; Mosca, 28 marzo 1912 – Oblast' di Saratov, 4 gennaio 1943), è stata un'aviatrice, militare e navigatrice aeronautica sovietica, maggiore delle forze aeree dell'URSS nonché fondatrice dei tre reggimenti aerei femminili (586 IAP, 587 BAP e   588 NBAP) che nel corso della seconda guerra mondiale effettuarono più di 30 000 operazioni belliche. Per la sua attitudine alla navigazione aerea fu chiamata l'Amelia Earhart sovietica; inoltre, per la precisione nelle missioni di bombardamento compiute ai danni dei tedeschi, le aviatrici delle squadre da lei istruite furono soprannominate Streghe della notte (die Nachthexen).

## Biografia

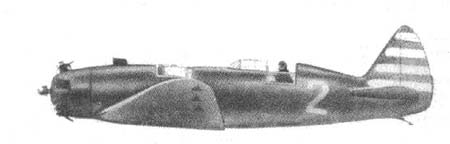
Lo Yakovlev AIR-12 con cui Raskova conquistò il primato mondiale nel 1937

Marina Michajlovna Malinina nacque a Mosca nel 1912; fin da giovane sviluppò molteplici interessi tra i quali la musica (imparò a suonare il pianoforte) e le lingue (parlava il francese e l'italiano), oltre a impegnarsi in ambiti più tecnici quali la chimica e, in seguito, l'arte militare; singolarmente, tra i suoi interessi non figurava l'aviazione.
La sua famiglia avrebbe desiderato per lei, infatti, un futuro da musicista, ed essa stessa aspirava a diventare cantante d'opera, ma le difficoltà economiche susseguenti alla perdita del capofamiglia in un incidente avvenuto quando Marina aveva solo sette anni indussero quest'ultima a intraprendere studi professionali in chimica onde poter essere di sostegno alla famiglia; dopo aver conseguito il diploma, nel 1929, trovò impiego in una fabbrica di colori e, più avanti, sposò un ingegnere, Sergej Raskov.
Assunta a 19 anni dall'Accademia dell'aviazione militare sovietica "Žukovskij" come tecnico di laboratorio, divenne navigatrice nel 1934 e pilota aeronautico un anno più tardi; nel 1937, insieme a Valentina Grizodubova ai comandi di un biposto Yakovlev AIR-12, stabilì il record mondiale femminile di volo senza scalo (1 445 km.); nel maggio 1938, alla guida di un idrovolante civile Beriev MP-1, stabilì il nuovo record con 1 749 km, migliorato a luglio con una nuova prestazione a 2 241 km; infine, a settembre, di nuovo in coppia con Valentina Grizodubova e con Polina Osipenko, volò senza scalo da Mosca alla costa del Pacifico ai comandi di un Sukhoi ANT-37bis chiamato Rodina ("Madrepatria").
Per tali imprese fu insignita dell'onorificenza di Eroe dell'Unione Sovietica.

### Seconda guerra mondiale
All'ingresso dell'URSS nella seconda guerra mondiale a seguito dell'invasione nazista del 1941 (la nota operazione Barbarossa), milioni di donne presero le armi. 
Marina Raskova, però, non poté ottenere un incarico al fronte.
Si aggregò al Comitato di Difesa del popolo, dove si rese presto conto che migliaia di donne pilota volevano combattere nell'aviazione sovietica.
Grazie alla sua popolarità, Raskova intercedette presso gli alti comandi militari per ottenere il permesso di formare un reggimento aereo composto da donne, alla chiamata per la formazione del quale risposero migliaia di volontarie.
Raskova ne selezionò personalmente 1 000, che furono raccolte nel 122º Gruppo Aereo, da ella stessa comandato.
Il gruppo, composto da personale interamente femminile dai piloti ai meccanici, fu condotto a Ėngel's, sul fiume Volga, per un ciclo di addestramento intensivo.
Date le dimensioni del reggimento, esso fu diviso in tre unità più piccole; Raskova riservò a sé il comando del 587º BAP, il reggimento da bombardamento in picchiata (in seguito ribattezzato 125º GvBAP "M.M. Raskova" Borisov), il cui velivolo di elezione fu il Petljakov Pe-2.
L'altro reggimento femminile da bombardamento fu il 588º NBAP (588º Reggimento bombardamento notturno), che aveva base nei pressi di Stalingrado; il battesimo del fuoco dello stormo avvenne l'8 giugno 1942 in un raid contro il quartier generale di una divisione tedesca; la missione ebbe successo e si risolse con la perdita di un solo velivolo.
Il terzo fu il 586 IAP (586º reggimento caccia), inizialmente su caccia Yak-1 in cui militarono Ekaterina Budanova e Lidija Litvjak.
In pochi mesi i reggimenti 587° e (soprattutto) 588° misero a segno un tale considerevole numero di attacchi notturni contro le postazioni tedesche che il comandante Johannes Steinhoff, all'epoca capitano tedesco, coniò per le sue componenti il soprannome di «Streghe della notte» (in tedesco Nachthexen): «Non ci capacitiamo del fatto che i piloti sovietici che ci stanno dando i più grossi problemi siano donne. Non temono nulla, vengono di notte a tormentarci con i loro obsoleti biplani e non ci fanno chiudere occhio per molte notti», scrisse l'ufficiale in una nota del settembre 1942.
La Raskova mostrò di possedere anche notevoli doti tattiche: di fronte alle contromisure dei tedeschi, che avevano assemblato uno stormo di caccia per intercettare i bombardieri sovietici, adottò la tecnica del volo radente fino alla prossimità dell'obiettivo, e il sollevamento in quota e la successiva picchiata sul bersaglio solo quando per il nemico era oramai impossibile intervenire; oppure la tecnica del volo in pattuglie di tre aerei al massimo per gruppo, dei quali i due più avanzati servivano a distogliere l'attenzione dei fari tedeschi mentre il terzo puntava l'obiettivo e colpiva: ancora, l'avvicinamento alle postazioni nemiche ad alta quota e l'abbassamento con il motore al minimo per evitare rumori e sganciare prima ancora che i tedeschi si accorgessero della presenza del bombardiere.
Tali tattiche dovevano servire anche a sopperire alla limitatezza tecnica dei velivoli, capaci al massimo di una velocità di circa 150 km all'ora; il 588º stormo, in tutta la sua vita operativa, effettuò 23 672 raid e sganciò circa tremila tonnellate di esplosivo.
Per i suoi successi, l'unità ottenne il titolo onorifico di "Guardie" e, nel 1943, fu ribattezzata "46º Reggimento delle Guardie da Bombardamento Notturno Taman" (46 GvNBAP).
Ventitré aviatrici del reggimento, cinque delle quali alla memoria, furono decorate con la Stella d'Oro e insignite del titolo di Eroe dell'Unione Sovietica, l'onorificenza più alta del loro Paese.
Tra i reparti ideati da Raskova, il 46° fu, quindi, il più decorato; più in generale, il reggimento divenne l'unità aeronautica più decorata di tutta l'URSS.
Nel novembre 1942 Marina Raskova prese il comando anche del 587º Stormo bombardieri in picchiata, composto di bimotori Petljakov PE-2.
Fu ai comandi di uno di tali mezzi che essa trovò la morte a soli trent'anni: mentre si stava recando a Stalingrado con urgenza per dare rinforzo alle squadre aeree lì di stanza, il 4 gennaio 1943, durante una tempesta di neve, la pattuglia di tre aerei da lei comandata si schiantò contro le scogliere che costeggiano il Volga, nelle vicinanze di Saratov; da tale incidente non si salvò alcun membro del suo equipaggio che venne sepolto in una fossa comune, mentre ai suoi resti vennero riservati funerali di Stato, prima di venire inumati nel muro del Cremlino; qualche mese più tardi l'unità di appartenenza fu ribattezzata 125º Stormo Cacciabombardieri in picchiata Marina M. Raskova.

### Riconoscimenti postumi
Marina Raskova fu la prima persona sovietica a ricevere i funerali di Stato durante la guerra, e le sue ceneri furono tumulate in un'urna nel muro del Cremlino, sulla Piazza Rossa di Mosca.
Dopo la sua morte fu decorata alla memoria con l'Ordine della Guerra Patriottica di prima classe.
Il suo nome fu dato a una nave da trasporto statunitense Liberty (SS Marina Raskova), varata nel giugno 1943.
A Mosca e a Kazan' le sono dedicate due strade, così come alcune scuole, e anche un gruppo di Giovani Pionieri portava il suo nome.
Un busto che la rappresentava fu eretto nella Scuola Superiore dell'Aeronautica — non più attiva dal 1997 — a Tambov.
Nel 1994 l'Unione Astronomica Internazionale deliberò di intitolare al nome di Marina Raskova una delle numerose paterae di Venere.